# Kabinett David Ben-Gurion VI

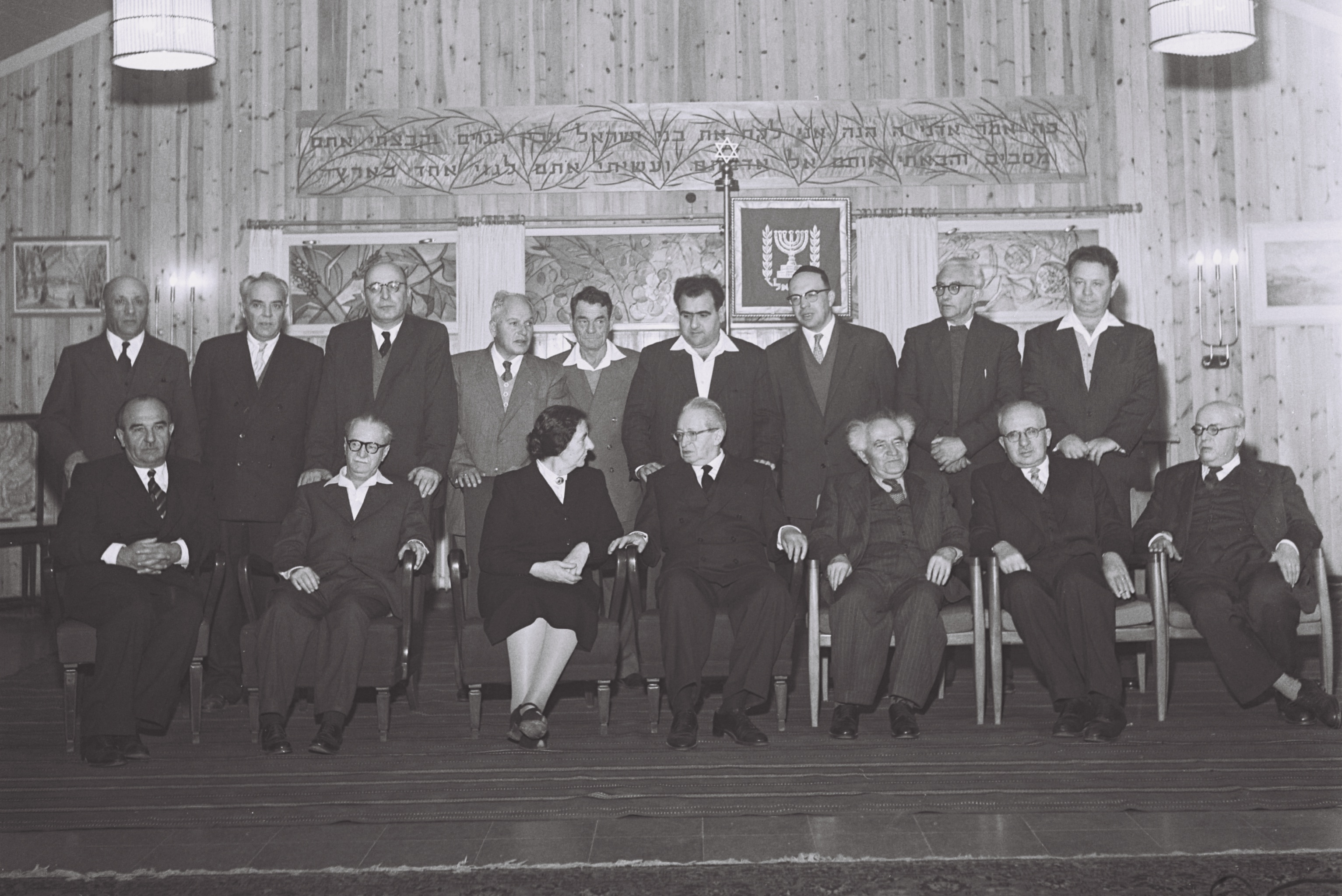
8. Januar 1958: Die Minister der sechsten Regierung unter David Ben-Gurion mit dem Staatspräsidenten. Sitzend von links nach rechts: Levi Eschkol, Jisra’el Bar Jehuda, Golda Meir, Staatspräsidend Jizchak Ben Zwi, David Ben-Gurion, Pinchas Rosen, Fritz Naphtali. Stehend von links nach rechts: Mordechai Namir, Zalman Aran, Pinchas Sapir, Bechor-Schalom Schitrit, Kadish Luz, Jisrael Barsilai, Josef Burg, Mordechaj Bentov und Mosche Karmel.

Das Kabinett David Ben-Gurion VI (hebräisch מֶמְשֶׁלֶת יִשְׂרָאֵל הַשְׁמִינִית Memschelet Jisraʾel haSchmīnīt) war die achte Regierung von Israel, die sechste mit David Ben-Gurion als Ministerpräsidenten und die zweite während der Legislaturperiode der Dritten Knesset. Die Regierung wurde am 7. Januar 1958 ins Amt eingeführt und bestand bis zum 5. Juli 1959.
Die Regierung wurde wieder von den Knessetfraktionen Mifleget Poalei Erez Jisrael, Nationalreligiösen Partei, Achdut haʿAvoda, Mapam und den drei arabische Israelis vertretenden Parteien Reschima Demokratit leʿAravei Jisraʾel, Qidma weʿAvoda und Chaqlaʾut uFittuach getragen. Gegenüber der Vorgängerregierung veränderten sich die Ministeriumszuschnitte und Minister nicht. Hinzu kam als Stellvertretender Wohlfahrtsminister Schlomo Jisra’el Ben Me’ir.
Am 1. Juli 1958 verließen alle Minister der Nationalreligiösen Partei nach einem Disput über „Wer ist ein Jude?“ (Original: Who is a Jew?) die Regierung. Dadurch wurden die Ministerposten neu vergeben. Für Josef Burg als Postminister übernahm Jisrael Barsilai (Mapam) das Amt. Für Chaim-Mosche Schapira als Minister für Religion übernahm am 3. Dezember 1958 Ja’akov Mosche Toledano (kein Mitglied der Knesset); bis dahin wurde das Ministerium kommissarisch durch den Ministerpräsidenten geleitet. Minister für Wohlfahrt wurde Fritz Naphtali (Mifleget Poalei Erez Jisrael), der zudem noch bis zum 25. Januar 1959 Minister ohne Geschäftsbereich war. Die drei stellvertretenden Minister Mosche Unna (Bildung), Serach Wahrhaftig (Religion) und Schlomo Jisra’el Ben Me’ir (Wohlfahrt) wurden nicht ersetzt.
Der Spiegel berichtete am 26. Juni 1959 über Waffengeschäfte israelischer Unternehmen mit der Bundesrepublik Deutschland; dabei ging es um Mörser und die dafür benötigten Granaten. Dies führte zu einer Regierungskrise, in deren Verlauf sich diese am 5. Juli 1959 auflöste, nachdem die Minister der Achdut haʿAvoda und Mapam gegen David Ben-Gurion stimmten. David Ben-Gurion bezeichnete diese Waffenverkäufe in einem später geführten Interview mit der Zeitung Haʾaretz als „Rache an den Nazis“.
Da sich David Ben-Gurion nicht in der Lage sah, eine neue Regierung zu bilden, legte Staatspräsident Jizchak Ben Zwi für den 3. November 1959 die Neuwahlen fest.

## Kabinett
| Kabinett David Ben-Gurion VI                 | Kabinett David Ben-Gurion VI | Kabinett David Ben-Gurion VI | Kabinett David Ben-Gurion VI |
| Position                                     | Person                       | Bild                         | Partei                       |
| -------------------------------------------- | ---------------------------- | ---------------------------- | ---------------------------- |
| Ministerpräsident Verteidigungsminister      | David Ben-Gurion             |                              | Mifleget Poalei Erez Jisrael |
| Landwirtschaftsminister                      | Kadish Luz                   |                              | Mifleget Poalei Erez Jisrael |
| Ministerium für Landesentwicklung            | Mordechaj Bentov             |                              | Mapam                        |
| Bildungsminister                             | Zalman Aran                  |                              | Mifleget Poalei Erez Jisrael |
| Finanzminister                               | Levi Eschkol                 |                              | Mifleget Poalei Erez Jisrael |
| Außenminister                                | Golda Meir                   |                              | Mifleget Poalei Erez Jisrael |
| Gesundheitsminister                          | Jisrael Barsilai             |                              | Achdut haʿAvoda              |
| Innenminister                                | Jisra’el Bar Jehuda          |                              | Achdut haʿAvoda              |
| Justizminister                               | Pinchas Rosen                |                              | Progressive Partei           |
| Minister für Arbeit                          | Mordechai Namir              |                              | Mifleget Poalei Erez Jisrael |
| Minister für die öffentliche Sicherheit      | Bechor-Schalom Schitrit      |                              | Mifleget Poalei Erez Jisrael |
| Postminister                                 | Josef Burg                   |                              | Nationalreligiöse Partei     |
| Minister für Religion Minister für Wohlfahrt | Chaim-Mosche Schapira        |                              | Nationalreligiöse Partei     |
| Minister für Handel und Industrie            | Pinchas Sapir                |                              | Kein Mitglied der Knesset    |
| Transportminister                            | Mosche Karmel                |                              | Achdut haʿAvoda              |
| Minister ohne Geschäftsbereich               | Fritz Naphtali               |                              | Mifleget Poalei Erez Jisrael |
| Stellvertretender Landwirtschaftsminister    | Se’ew Zur                    |                              | Achdut haʿAvoda              |
| Stellvertretender Bildungsminister           | Mosche Unna                  |                              | Nationalreligiöse Partei     |
| Stellvertretender Religionsminister          | Serach Wahrhaftig            |                              | Nationalreligiöse Partei     |
| Stellvertretender Wohlfahrtsminister         | Schlomo Jisra’el Ben Me’ir   |                              | Nationalreligiöse Partei     |